# ECMO
Az extrakorporális membránoxigenizáció (ECMO), más néven extrakorporális életfenntartás (ECLS), egy olyan testen kívüli technika, amely olyan személyek számára nyújt hosszan tartó szív- és légzéstámogatást, akiknek a szíve és a tüdeje nem képes megfelelő mennyiségű gázcserét vagy perfúziót biztosítani az élet fenntartásához. Az ECMO technológiája nagyrészt a kardiopulmonális bypassból származik, amely rövidebb ideig tartó támogatást nyújt a leállított natív keringés mellett. Az alkalmazott eszköz egy membránoxigenizátor, más néven mesterséges tüdő.
Az ECMO úgy működik, hogy átmenetileg vért von el a szervezetből, hogy lehetővé tegye a vörösvértestek mesterséges oxigénellátását és a szén-dioxid eltávolítását. Általában szív- és tüdőbypass után vagy a súlyos szív- és/vagy tüdőelégtelenségben szenvedő személyek késői stádiumú kezelésében alkalmazzák, bár egyes központokban már szívmegállás kezelésére is alkalmazzák, lehetővé téve a szívmegállás kiváltó okának kezelését, miközben a keringést és az oxigénellátást támogatják. Az ECMO-t a COVID-19-hez társuló akut vírusos tüdőgyulladásban szenvedő betegek támogatására is alkalmazzák olyan esetekben, amikor a mesterséges lélegeztetés nem elegendő a vér oxigénszintjének fenntartásához.

## Orvosi felhasználás
Az ECMO indikációit és gyakorlatát leíró irányelveket az Extracorporeal Life Support Organization (ELSO) adja ki. Az ECMO megkezdésének kritériumai intézményenként eltérőek, de általában akut súlyos szív- vagy tüdőelégtelenséget jelentenek, amely potenciálisan reverzibilis és nem reagál a hagyományos kezelésre. Példák azokra a klinikai helyzetekre, amelyek az ECMO beindítását indokolhatják, a következők:
- Hypoxémiás légzési elégtelenség, amikor az artériás oxigénfeszültség és a belélegzett oxigén frakciójának (PaO2/FiO2) aránya <100 mmHg a lélegeztetőgép beállításainak optimalizálása ellenére, beleértve a belélegzett oxigén frakcióját (FiO2), a pozitív végkilégzési nyomást (PEEP) és a belégzés-kilégzés (I:E) arányt.
- hiperkapnikus légzési elégtelenség artériás pH <7,20 értékkel
- refrakter kardiogén sokk
- Szívmegállás
- A szívműtét utáni kardiopulmonális bypassról való leválasztás sikertelensége
- Szívtranszplantáció vagy kamrai asszisztáló eszköz beültetése előtti áthidalásként
- Hídként a tüdőátültetés előtt
- A szeptikus sokk az ECMO vitatottabb, de egyre inkább vizsgált felhasználási módja
- Hipotermia, 28 és 24 °C közötti maghőmérséklet és szívizom-instabilitás, vagy 24 °C alatti maghőmérséklet esetén.

Szívmegállásban vagy kardiogén sokkban szenvedőknél úgy tűnik, hogy javítja a túlélést és a jó kimeneteleket.

### Alkalmazás COVID-19 betegeknél
2020 február elejétől kezdve Kínában az orvosok egyre gyakrabban alkalmazzák az ECMO-t kiegészítő támogatásként a SARS-CoV-2 fertőzéssel összefüggő akut vírusos tüdőgyulladással (COVID-19) jelentkező betegeknél, amikor a lélegeztetés után is túl alacsony marad a vér oxigénszintje a beteg életben tartásához. A kezdeti jelentések szerint ez segít helyreállítani a betegek vér oxigéntelítettségét, és csökkenti a halálesetek számát a súlyos esetek körülbelül 3%-ában, ahol ezt alkalmazták. A súlyosan beteg betegek esetében a halálozási arány a hagyományos terápia mellett alkalmazott 59-71%-ról körülbelül 46%-ra csökken a testen kívüli membránoxigenizációval. A Los Angeles Times 2021. márciusi címlapsztorija az ECMO hatékonyságát mutatta be egy rendkívül nagy kihívást jelentő COVID-betegnél.

### Eredmények
A korai tanulmányok az ECMO alkalmazásával az akut légzési elégtelenségben szenvedő emberek esetében túlélési előnyt mutattak ki, különösen akut légzési distressz szindróma esetén. Az ELSO által vezetett, közel 51 000 ECMO-ban részesült személyt tartalmazó nyilvántartás az újszülöttkori légzési elégtelenség esetében 75%-os, a gyermekkori légzési elégtelenség esetében 56%-os, a felnőttkori légzési elégtelenség esetében pedig 55%-os túlélési arányról számolt be. Más megfigyelési és nem kontrollált klinikai vizsgálatok 50-70% közötti túlélési arányról számoltak be. Ezek a jelentett túlélési arányok jobbak, mint a korábbi túlélési arányok. Annak ellenére, hogy az ECMO-t számos, különböző halálozási arányú állapotra alkalmazzák, a korai felismerés kulcsfontosságú az állapotromlás előrehaladásának megelőzése és a túlélési eredmények növelése szempontjából.
Az Egyesült Királyságban a vénás-venózus ECMO alkalmazását a kijelölt ECMO-központokba összpontosítják az ellátás potenciális javítása és a jobb eredmények elősegítése érdekében.

## Ellenjavallatok
A legtöbb ellenjavallat relatív, az eljárás kockázatainak és a lehetséges előnyöknek a mérlegelése alapján. A relatív ellenjavallatok a következők:
1. A normális élettel összeegyeztethetetlen állapotok, ha a személy felépül.
2. Előre fennálló állapotok, amelyek befolyásolják az életminőséget (CNS állapot, végstádiumú rosszindulatú daganatos betegség, szisztémás vérzés kockázata antikoagulációval).
3. Életkor és méret
4. Hiábavalóság: azok, akik túlságosan betegek, túl régóta kapnak hagyományos terápiát, vagy halálos diagnózissal rendelkeznek.

## Neurológiai
Az ECMO-val kezelt felnőtteknél gyakori következmény a neurológiai károsodás, amely magában foglalhat intracerebrális vérzést, subarachnoidális vérzést, ischaemiás infarktust az agy érzékeny területein, hypoxi-ischaemiás encephalopathiát, megmagyarázhatatlan kómát és agyhalált. Vérzés az ECMO-ban részesülők 30-40%-ánál fordul elő, és életveszélyes lehet. Ez mind a szükséges folyamatos heparininfúziónak, mind a vérlemezkék diszfunkciójának köszönhető. Az alapos műtéti technika, a 100 000/mm3 feletti vérlemezkeszám fenntartása és a célzott aktivált alvadási idő fenntartása csökkenti a vérzés valószínűségét.

### Vér
A heparin által kiváltott trombocitopénia (HIT) egyre gyakoribb az ECMO-ban részesülők körében. HIT gyanúja esetén a heparin infúziót általában nem heparin antikoagulánsra cserélik.
Retrográd véráramlás van a leszálló aortában, amikor a combartériát és a vénát használják a VA (vénás-artériás) ECMO-hoz. A vér pangása előfordulhat, ha a bal kamra teljesítményét nem tartják fenn, ami trombózishoz vezethet.

### Híd a segédeszközhöz
VA ECMO esetén azok, akiknek a szívműködése nem áll helyre eléggé ahhoz, hogy az ECMO-ról leszoktassák őket, áthidalhatók egy kamrai asszisztáló készülékre (VAD) vagy transzplantációra. A kanülálás során számos komplikáció léphet fel, beleértve az érperforációt vérzéssel, artériás disszekciót, distalis ischaemiát és helytelen elhelyezkedést (pl. vénás kanül elhelyezése az artériában), de ezek az események rendkívül ritkán fordulnak elő.

### Gyermekek
A koraszülött csecsemőknél elfogadhatatlanul nagy az intraventrikuláris vérzés (IVH) kockázata, ha 32 hétnél rövidebb terhességi korban ECMO-t kapnak.

### Fertőzések
A kórházi fertőzések előfordulási gyakorisága ECMO alatt 10-12% (más kritikusan beteg betegekhez képest magasabb). A koaguláz-negatív staphylococcusok, Candida spp., Enterobacteriaceae és Pseudomonas aeruginosa a leggyakrabban érintett kórokozók. Az ECMO-betegeknél magas a lélegeztetőgép-asszociált tüdőgyulladás előfordulása (24,4 eset/1000 ECMO-nap), amelyben az Enterobacteriaceae-ok játszanak fő szerepet. Kimutatták, hogy a fertőzésveszély az ECMO-üzem időtartamával együtt nő, ami a fertőzések kialakulásának legfontosabb kockázati tényezője. A fertőzésekre hajlamosító egyéb ECMO-specifikus tényezők közé tartozik az ECMO-betegek betegségének súlyossága, a bélből történő bakteriális transzlokáció nagy kockázata és az immunrendszer ECMO-val összefüggő károsodása. Egy másik fontos kérdés a katéterek, az ECMO-kanülák és az oxigenátor mikrobiális kolonizációja.

## Típusok
Az ECMO-nak több formája létezik; a két leggyakoribb a vénás-artériás (VA) ECMO és a vénás-vénás (VV) ECMO. Mindkét módozatban a vénás rendszerből elvezetett vért a testen kívül oxigénnel látják el. A VA ECMO esetében ez a vér visszakerül az artériás rendszerbe, a VV ECMO esetében pedig a vénás rendszerbe. A VV ECMO esetében nem történik szívtámogatás.

### Vénás-artériás
A vénás-artériás (VA) ECMO-ban a vénás kanült általában a jobb vagy bal közös combvénába helyezik el a vénából való kivonáshoz, az artériás kanült pedig általában a jobb vagy bal combartériába helyezik be az infúzióhoz. A femorális vénás kanül hegyét a vena cava inferior és a jobb pitvar találkozásának közelében kell tartani, míg a femorális artériás kanül hegyét a csípőartériában kell tartani. Felnőtteknél az arteria femoralis elérését részesítik előnyben, mivel a behelyezés egyszerűbb. Központi VA ECMO akkor alkalmazható, ha már kardiopulmonális bypass került kialakításra, vagy sürgősségi re-sternotómiát végeztek (a jobb pitvarba (vagy SVC/IVC-be a tricuspidalis helyreállítás esetén) és a felszálló aortába helyezett kanülökkel).
A VA ECMO-t általában akkor tartják fenn, ha a natív szívműködés minimális, hogy mérsékeljék az aorta kanül által szállított retrográd áramlással szembeni pumpálással járó megnövekedett szívlökési munkát.

### Vénás-vénás
A vénás-venózus (VV) ECMO esetében a kanülöket általában a jobb közös combvénába helyezik a véna communis femoralisba a drainage-hoz és a jobb belső jugularis vénába az infúzióhoz. Alternatív megoldásként egy kétlumenes katétert helyeznek a jobb belső jugularis vénába, amely a vena cavae superior és inferiorból vért vezet el és a jobb pitvarba juttatja vissza.

## Beavatás
Az ECMO-t csak olyan klinikusok végezhetik, akik képzettséggel és tapasztalattal rendelkeznek a kezelés megkezdésében, fenntartásában és leállításában. Az ECMO behelyezését általában műtőben végzi a szív- és mellkassebész. Az ECMO kezelését általában ápoló, légzésterapeuta vagy perfúziós szakember végzi. Miután az ECMO beindításáról döntöttek, a beteget intravénás heparinnal antikoagulálják, hogy megakadályozzák a trombusképződést az oxigenizátoron kívüli vérrögképződéstől. Az indítás előtt egy vénás heparin-boluszt adnak be, és mérik, hogy az aktivált alvadási idő (ACT) 300 és 350 másodperc között legyen. Amint az ACT e tartományba esik, az ECMO-t el lehet kezdeni, és utána fenntartó adagként heparint csepegtetni kell.

### Kanülálás
A kanülöket perkután lehet behelyezni a Seldinger-technikával, amely viszonylag egyszerű és gyakori módszer az erekhez való hozzáférés elérésére, vagy sebészi vágással. Az érbe helyezhető legnagyobb kanülöket használják az áramlás maximalizálása és a nyírófeszültség minimalizálása érdekében.
A szívműtét utáni komplikációk miatt szükséges ECMO közvetlenül a szív megfelelő kamráiba vagy a nagyerekbe helyezhető. Az oldalsó mellkasi metszésen keresztül történő központi kanülálás lehetővé teszi, hogy a tüdőtranszplantációra váró betegek továbbra is ápolatlanok és ambulánsak maradjanak.

### Titrálás
A kanülálást és az ECMO-körhöz való csatlakozást követően a hemodinamikai paraméterek és a fizikális vizsgálat segítségével meghatározzák az ECMO-körön keresztül történő megfelelő véráramlás mennyiségét. Az ECMO-körön keresztül történő végszervi perfúzió fenntartásának céljai egyensúlyban vannak a szíven keresztüli elegendő fiziológiás véráramlással a pangás és a későbbi vérrögképződés megelőzése érdekében.

## Karbantartás
A kezdeti légzési és hemodinamikai célok elérése után a véráramlást ezen a sebességen tartják fenn. A gyakori értékelést és kiigazításokat megkönnyíti a folyamatos vénás oximetria, amely közvetlenül méri a vér oxi-hemoglobin telítettségét az ECMO-kör vénás végtagjában.

### Különleges megfontolások
A VV ECMO-t jellemzően légzési elégtelenség esetén, míg a VA ECMO-t szívelégtelenség esetén alkalmazzák. Az egyes ECMO-típusok esetében egyedi megfontolások vannak, amelyek befolyásolják a kezelést.

#### Véráramlás
A VV ECMO során általában közel maximális áramlási sebességet kívánnak elérni az oxigénszállítás optimalizálása érdekében. Ezzel szemben a VA ECMO során alkalmazott áramlási sebességnek elég magasnak kell lennie ahhoz, hogy megfelelő perfúziós nyomást és vénás oxigénhemoglobin-szaturációt biztosítson (a lefolyó véren mérve), de elég alacsonynak ahhoz, hogy elegendő előterhelést biztosítson a bal kamrai teljesítmény fenntartásához.

#### Diurézis
Mivel az ECMO megkezdésekor a legtöbb ember folyadéktúlterhelésben van, az ECMO-n stabilizált beteg állapotba kerülése után agresszív diurézis indokolt. Az ultrafiltráció könnyen hozzáadható az ECMO-körhöz, ha a beteg vizeletkibocsátása nem megfelelő. Az ECMO "zörej" vagy az ECMO hullámformák instabilitása alulreanimációt jelent, és az agresszív diurézis vagy ultraszűrés megszüntetését támogatja.

#### Bal kamrai monitorozás
A bal kamrai teljesítményt szigorúan monitorozzák a VA ECMO során, mivel a bal kamra működése károsodhat a megnövekedett utóterhelés miatt, ami viszont trombusok kialakulásához vezethet a szívben.

## Leválasztás és leállítás
A légzési elégtelenségben szenvedők esetében a radiológiai megjelenés, a pulmonális compliance és az artériás oxigénhemoglobin-szaturáció javulása azt jelzi, hogy a személy készen állhat az ECMO-támogatás leállítására. A szívelégtelenségben szenvedők esetében a fokozott aortapulzativitás korrelál a bal kamrai teljesítmény javulásával, és jelzi, hogy készen állhat az ECMO-támogatás leállítására. Ha minden marker jó állapotban van, akkor az ECMO véráramlását lassan csökkentik, és a beteg paramétereit ez idő alatt megfigyelik, hogy megbizonyosodjanak arról, hogy a beteg el tudja-e viselni a változásokat. Amikor az áramlás 2 liter/perc alá csökken, megkísérlik a végleges eltávolítást, és a beteget ez idő alatt továbbra is megfigyelik, amíg a kanülök eltávolíthatók.

### Vénás-venózus ECMO felszabadítási kísérlet
A vénás ECMO-kísérleteket úgy végzik, hogy az oxigenátoron keresztül minden ellenáramú söpörőgázt megszüntetnek. A testen kívüli véráramlás állandó marad, de a gázátvitel nem történik meg. Ezután több órán keresztül megfigyelik őket, amely során meghatározzák azokat a lélegeztetőgép-beállításokat, amelyek szükségesek a megfelelő oxigénellátás és az ECMO nélküli lélegeztetés fenntartásához, amint azt az artériás és vénás vérgázok eredményei jelzik.

### Vénás-artériás ECMO felszabadítási kísérlet
A VA ECMO-kísérletekhez mind a drainage-, mind az infúziós vezeték ideiglenes lezárására van szükség, miközben az ECMO-kör keringését az artériás és a vénás végtagok közötti hídon keresztül engedik. Ez megakadályozza az ECMO-körön belüli stagnáló vér trombózisát. Ezenkívül az artériás és vénás vezetékeket folyamatosan át kell öblíteni heparinizált sóoldattal vagy szakaszosan a körből származó heparinizált vérrel. A VA ECMO-kísérletek általában rövidebb ideig tartanak, mint a VV ECMO-kísérletek, mivel a trombusképződés kockázata nagyobb.

## Előzmények
Az ECMO-t az 1950-es években John Gibbon, majd C. Walton Lillehei fejlesztette ki. Az első alkalmazás újszülötteknél 1965-ben történt.
Banning Gray Lary mutatta ki először, hogy az intravénás oxigén képes fenntartani az életet. Eredményeit a Surgical Forum című folyóiratban publikálta 1951 novemberében. Lary egy 2007-es előadásában így nyilatkozott kezdeti munkájáról: "Kutatásaink egy olyan készülék összeállításával kezdődtek, amely először tartott életben állatokat tiszta nitrogén belélegzése közben. Ezt a véráramba fecskendezett, nagyon kis oxigénbuborékokkal értük el. Ezeket a buborékokat úgy állítottuk elő, hogy egy porcelánszűrőn keresztül a vénás véráramba préselt oxigénhez "nedvesítőszert" adtunk. Röviddel azután, hogy az Amerikai Sebészkollégiumban először bemutatták, ezt a készüléket Walton Lillehei felülvizsgálta, aki DeWall-lal együtt elkészítette az első gyakorlati szív-tüdőgépet, amely buborékos oxigénfejlesztőt alkalmazott. Variációkkal az elkövetkező húsz évben ilyen gépeket használtak."

## Kutatás
Egy 2014-es tanulmány kimutatta, hogy a XIIa faktor gátló antitest tromboprotektív védelmet nyújt a testen kívüli keringésben anélkül, hogy növelné a vérzésveszélyt. Újszülött állatokon végzett kísérletek kimutatták, hogy az ECMO-kezelés az enterociták apoptózisához, a bélnyálkahártya-barrier károsodásához és bakteriális transzlokációhoz vezethet. Ez magyarázhatja a szisztémás gyulladásos válasz szindróma nagyobb súlyosságát újszülöttekben. Az ECMO-t holttesteken is alkalmazták, mivel képes növelni a transzplantált szervek életképességi arányát.